# Ndiob
Ndiob ist eine Gemeinde (commune) im Département Fatick der Region Fatick, gelegen im zentralen Westen Senegals. Sie ist Sitz der Präfektur des Arrondissement de Ndiob und besteht aus dem namensgebenden Hauptort (chef-lieu) sowie weiteren Dörfern (villages) und Weilern (hameaux).

## Geographische Lage
Die Gemeinde Ndiob liegt im Erdnussbecken Senegals. Der Hauptort Ndiob liegt 27 Kilometer nordöstlich der Départementspräfektur Fatick und 128 Kilometer östlich der Hauptstadt Dakar. Das Gemeindegebiet hat eine Fläche von 126,90 km². Benachbarte Kommunen sind im Uhrzeigersinn Ngohe und Tocky Gare im Norden, Patar Lia im Osten, Thiaré Ndialgui im Süden und jenseits des Sine im Westen Patar (Sine).

## Geschichte
Das Dorf Ndiob war seit 1972 Hauptort einer Communauté rurale (Landgemeinde) gleichen Namens und wurde 2011 nach Auflösung des Arrondissement de Diakhao Sitz der Unterpräfektur des neuen Arrondissement de Ndiob. Ndiob erhielt 2014 mit allen Landgemeinden Senegals den Status einer Gemeinde (commune).

## Bevölkerung
Die letzten Volkszählungen ergaben jeweils folgende Einwohnerzahlen:
| Jahr | Einwohner |
| ---- | --------- |
| 1988 | 11.185    |
| 2002 | 14.004    |
| 2013 | 19.028    |
| 2023 | 23.407    |

Nach dem Zensus 1988 umfasste die damalige Landgemeinde 16 Dörfer. Der Hauptort Ndiob hatte damals 1234 Einwohner und lag damit nach Einwohnerzahl in der Landgemeinde an erster Stelle vor dem Dorf Darou Salam (926 Einwohner).

## Verkehr
Ndiob liegt an der Nationalstraße N 10 zwischen Diourbel und Fatick.